# Cheelenahalli, Koratagere
Cheelenahalli là một làng thuộc tehsil Koratagere, huyện Tumkur, bang Karnataka, Ấn Độ.